# گئورگ تیگرانوف
گئورگ تیگرانوف (گریگور تیگرانیانتس) (ارمنی: Գևորգ Տիգրանով (Գրիգորի Տիգրանյանց)؛ زاده ۲۵ مارس ۱۹۰۸ - درگذشته ۵ فوریهٔ ۱۹۹۱) موسیقی‌شناسی، تدریس اهل ارمنستان بود.

## زندگی‌نامه
وی در 7 آوریل [سبک قدیمی: ۲۵ مارس] ۱۹۰۸ در سنت پترزبورگ به دنیا آمد و از کنسرواتوار سن پترزبورگ (۱۹۳۴) فارغ‌التحصیل گشت. ایرینا تیگرانووا دختر وی است. کنسرواتوار سن پترزبورگ وی همچنین برنده جوایزی همچون چهره هنری شایسته ارمنستان شوروی جایزه دولتی ارمنستان شوروی نشان دوستی خلق شد. وی در ۵ فوریهٔ ۱۹۹۱ در سن ۸۲ سالگی در سنت پترزبورگ درگذشت.